# Світові бестселери — українською
Світові бестселери українською — проєкт видавництва «Клуб сімейного дозвілля», в рамках якого видаються українські переклади творів таких всесвітньо відомих авторів, як Ден Браун, Стівен Кінг, Агата Крісті та інші. Проєкт розпочатий у 2006 році.
У 2011 році Всеукраїнський рейтинг «Книжка року» назвав серію «Світові бестселери українською» найкращою книжковою серією року.

## Список книжок серії (із можливістю сортування)
| Рік  | Автор                           | Назва                                                  | Назва оригіналу                                          | Перекладач                                            | Кількість сторінок | Тираж   | isbn          |
| ---- | ------------------------------- | ------------------------------------------------------ | -------------------------------------------------------- | ----------------------------------------------------- | ------------------ | ------- | ------------- |
| 2006 | Ден Браун                       | Код да Вінчі                                           | The Da Vinci Code                                        | Анжела Кам'янець                                      | 480                | 4 000   | 9789663433400 |
| 2006 | Джон Твелф Гоукс                | Мандрівник                                             | The Traveller                                            | Тетяна Шевченко                                       | 480                | 10 000  | 9789663434155 |
| 2006 | Реймонд Коурі                   | Останній тамплієр                                      | The Last Templar                                         | Володимир Горбатько                                   | 480                |         | 9789663433434 |
| 2006 | Стівен Кінг                     | Зона покриття                                          | Cell                                                     | Олена Любенко                                         | 432                | 5 000   | 9789663434421 |
| 2007 | Томас Гарріс                    | Сходження Ганнібала                                    | Hannibal Rising                                          | Олександр Красюк                                      | 256                | 10 000  | 9789663437811 |
| 2007 | Анчі Мін                        | Остання імператриця Китаю                              | Empress Orchid                                           | Петро Шаліганов                                       | 448                | 14 000  | 9779663434740 |
| 2007 | Стівен Кінг                     | Темна Вежа I: Шукач                                    | The Gunslinger. The Dark Tower l                         | Олена Любенко                                         | 240                | 5 000   | 9789663435473 |
| 2007 | Стівен Кінг                     | Темна Вежа II: Крізь час                               | The Drawing of the Three. The Dark Tower II              | Олена Любенко                                         | 464                | 10 000  | 9789663436913 |
| 2007 | Марія Кореллі                   | Спокута Сатани                                         | The Sorrows of Satan                                     | Люцина Хворост                                        | 432                | 7 000   | 9789663434163 |
| 2007 | Стівен Кінг                     | Історія Лізі                                           | Lisey's Story                                            | Віктор Шовкун                                         | 624                | 5 000   | 9789663436098 |
| 2007 | Джил Грегорі, Карен Тінторі     | Книги імен                                             | Book of Names                                            | Анжела Кам'янець, Тетяна Некряч                       | 352                | 30 000  | 9789663436111 |
| 2007 | Даніела Стіл                    | Відлуння                                               | Echoes                                                   | Євгенія Конаненко                                     | 352                | 7 000   | 9789663435329 |
| 2007 | Карлос Руіс Сафон               | Тінь вітру                                             | La sombra del viento                                     | Інна Панченко                                         | 477                | 12 000  | 9789663435527 |
| 2007 | Діана Сеттерфілд                | Тринадцята легенда                                     | The Thirteenth Tale                                      |                                                       | 432                | 8 000   | 9789663435558 |
| 2008 | Стівен Кінг                     | Острів Дума                                            | Duma Key                                                 | Олександр Красюк                                      | 688                | 12 000  | 9789661400190 |
| 2008 | Стівен Кінг                     | Темна Вежа ІІІ: Загублена земля                        | The Waste Lands: The Dark Tower III                      | Олена Любенко                                         | 576                | 10 000  | 9789663439532 |
| 2008 | Стівен Кінг                     | Темна Вежа IV: Чаклун та сфера                         | Wizard and Glass. The Dark Tower IV                      | Олена Любенко                                         | 784                | 10 000  | 9789661401593 |
| 2008 | Агата Кристі                    | Тіло в бібліотеці                                      | The Body in the Library                                  | Віктор Шовкун                                         | 240                | 10 000  | 9789661400152 |
| 2008 | Джон Твелф Гоукс                | Темна ріка                                             | The Dark River                                           | Володимир Горбатько                                   | 368                | 10 000  | 9789663438733 |
| 2008 | Реймонд Коурі                   | Еліксир безсмертя                                      | The Sanctuary                                            | Володимир Горбатько                                   | 496                | 15 000  | 9789663439471 |
| 2008 | Пітер Кері                      | Крадіжка                                               | Theft                                                    |                                                       | 352                | 7 000   | 9789663437866 |
| 2008 | Кейт Мосс                       | Гробниця                                               | Sepulchre                                                | Володимир Горбатько                                   | 640                | 10 000  | 9789661400114 |
| 2008 | Барбара Делінські               | Сусідка                                                | The Woman Next Door                                      | Микола Скоробагатов                                   | 319                | 5 000   | 9789663432762 |
| 2008 | Барбара Делінські               | Повернення                                             | Looking for Peyton Place                                 | Євгенія Конаненко                                     | 432                | 10 000  | 9789663438764 |
| 2008 | Гарлан Кобен                    | Безневинний                                            | The Innocent                                             | Валерія Немченко                                      | 416                | 8 000   | 9789663438501 |
| 2008 | Джеймс Роллінс                  | Останній оракул                                        | The Last Oracle                                          | Валерія Немченко                                      | 448                | 10 000  | 9789661402750 |
| 2008 | Джеймс Роллінс                  | Карта з кісток                                         | Map of Bones                                             |                                                       | 544                | 7 000   | 9789663437873 |
| 2009 | Карлос Руїс Сафон               | Ігри Янгола                                            | El Juego del Angel                                       | Віктор Шовкун                                         | 560                | 8 000   | 9789661405652 |
| 2009 | Ден Браун                       | Янголи і демони                                        | Angels & Demons                                          | Анжела Кам'янець                                      | 544                | 7 000   | 9789663436937 |
| 2009 | Аманда Квік                     | Третє коло                                             | The Third Circle                                         | Володимир Горбатько                                   | 320                | 8 000   | 9789661403528 |
| 2009 | Джеймс Паттерсон, Говард Рафен  | Виклик                                                 | Sail                                                     | Володимир Горбатько                                   | 288                | 10 000  | 9789661402668 |
| 2009 | Стівен Кінг                     | Коли впаде темрява                                     | Just After Sunset                                        | Олександр Красюк                                      | 432                | 10 000  | 9789661403603 |
| 2009 | Агата Кристі                    | Гра дзеркал                                            | They Do it With Mirrors                                  | Віктор Шовкун                                         | 240                | 6 000   | 9789661402743 |
| 2009 | Агата Кристі                    | Немезида                                               | Nemesis                                                  | Віктор Шовкун                                         | 240                | 5 000   | 9789661404716 |
| 2009 | Агата Кристі                    | Перст провидіння                                       | The Moving Finger                                        | Віктор Шовкун                                         | 240                | 6 000   | 9789661403573 |
| 2009 | Джеймс Роллінс                  | Останній оракул                                        | The Last Oracle                                          | Валерія Немченко                                      | 448                | 10 000  | 9789661402750 |
| 2009 | Елізабет Костова                | Історик                                                | The Historian                                            |                                                       | 720                | 10 000  | 9789663432336 |
| 2009 | Джилл Грегорі, Карен Тінторі    | Таємниче світло                                        | Illumination                                             | Віктор Шовкун                                         | 352                | 10 000  | 9780312375973 |
| 2010 | Ден Браун                       | Втрачений символ                                       | The Lost Symbol                                          | Володимир Горбатько                                   | 608                | 25 000  | 9789661406703 |
| 2010 | Ден Браун                       | Точка обману                                           | Deception Point                                          | Володимир Горбатько                                   | 528                | 10 000  | 9789661409124 |
| 2010 | Ден Браун                       | Цифрова фортеця                                        | Digital Fortress                                         | Володимир Горбатько                                   | 416                | 10 000  | 9789661410373 |
| 2010 | Стівен Кінг                     | Темна Вежа V: Вовки Кальї                              | Wolves or the Calla: The Dark Tower V                    | Олена Любенко                                         | 720                | 7 000   | 9789661405843 |
| 2010 | Джеймс Паттерсон, Максин Паетро | Бікіні                                                 | Swimsuit                                                 | Володимир Горбатько                                   | 256                | 8 000   | 9789661409070 |
| 2010 | Агата Кристі                    | Оголошено вбивство                                     | A Murder is Announced                                    | Віктор Шовкун                                         | 240                | 5 000   | 9789661409056 |
| 2010 | Елізабет Костова                | Викрадачі                                              | The Swan Thieves                                         | Володимир Поляков                                     | 544                | 8 000   | 9789661409162 |
| 2010 | Дейкр Стокер, Айєн Голт         | Дракула: Повстання мерців                              | Dracula: The Un-Dead                                     | Володимир Горбатько                                   | 464                | 8 000   | 9789661405898 |
| 2010 | Стівен Кінг                     | Темна Вежа VI: Пісня Сюзанни                           | The Dark Tower VI: Song of Susannah                      | Олександр Красюк                                      | 464                | 10 000  | 9789661407915 |
| 2010 | Агата Кристі                    | Забуте вбивство                                        | Sleeping Murder                                          | Віктор Шовкун                                         | 240                | 5 000   | 9789661405812 |
| 2010 | Маріо Ридінг                    | NOSTRADAMUS. Таємниця пророка                          | The Nostradamus Prophecies                               | Віктор Шовкун                                         | 366                | 10 000  | 9789661408035 |
| 2010 | Колін Маккалоу                  | Дотик                                                  | The Touch                                                | Володимир Горбатько                                   | 640                | 10 000  | 9789661405904 |
| 2010 | Брайан Д'Амато                  | Вогонь майя                                            | In The Courts Of The Sun: The Sacrifice Game. Book 1     | Валерія Немченко                                      | 832                | 8 000   | 9789661406970 |
| 2011 | Стівен Кінг                     | Темна Вежа VII: Темна Вежа                             | The Dark Tower                                           | Олена Любенко                                         | 880                | 8 000   | 9789661411646 |
| 2011 | Агата Кристі                    | Карибська таємниця                                     | A Carribbean Mystery                                     | Віктор Шовкун                                         | 240                | 6 000   | 9789661410229 |
| 2011 | Стівен Кінг                     | Під куполом                                            | Under the Dome                                           | Олександр Красюк                                      | 1024               | 7 000   | 9789661410250 |
| 2011 | Агата Кристі                    | Тринадцять загадкових випадків                         | The Thirteen Problems                                    | Віктор Шовкун                                         | 320                | 7 000   | 9789661413473 |
| 2011 | Агата Кристі                    | Тріснуло дзеркало                                      | The Mirror Crack'd from Side to Side                     | Віктор Шовкун                                         | 322                | 7 000   | 9789661412643 |
| 2011 | Дебора Гаркнесс                 | Сповідь відьом                                         | A Discovery of Witches                                   | Володимир Горбатько                                   | 672                | 10 000  | 9789661412766 |
| 2011 | Колін Маккалоу                  | Ті, що співають у терні                                | The Thorn Birds                                          | Володимир Горбатько                                   | 688                | 10 000  | 9789661413831 |
| 2011 | Стівен Кінг                     | Повна темрява. Без зірок                               | Full Dark, No Stars                                      | Олександр Красюк                                      | 480                | 8 000   | 9789661413725 |
| 2011 | Джон Твелф Гоукс                | Золоте місто. Таємничий дар                            | The Golden City                                          | Володимир Горбатько                                   | 368                | 5 000   | 9789661411769 |
| 2011 | Маріо Ридінг                    | Кодекс майя                                            | The Mayan Codex                                          | Віктор Шовкун                                         | 432                | 10 000  | 9789661411752 |
| 2012 | Джеймс Роллінс                  | Вівтар Едему                                           | Altar of Eden                                            | Володимир Горбатько                                   | 384                | 8 000   | 9789661429177 |
| 2012 | Вілбур Сміт                     | Пірати. Без права на порятунок                         | Those in Peril                                           | Віктор Шовкун                                         | 512                | 10 000  | 9789661423465 |
| 2012 | Агата Кристі                    | Поїзд о 4.50 з Педдінґтона                             | 4:50 from Paddington                                     | Віктор Шовкун                                         | 320                | 4 000   | 9789661434287 |
| 2012 | Агата Кристі                    | Кишеня, повна жита                                     | A Pocket Full of Rye                                     | Віктор Шовкун                                         | 320                | 4 000   | 9789661434294 |
| 2012 | Стівен Кінг                     | 11/22/63                                               | 11/22/63                                                 | Олександр Красюк                                      | 896                | 10 000  | 9789661434324 |
| 2013 | Пауло Коельо                    | Рукопис, знайдений в аккрі                             | Manuscrito Encontrado em Accra                           | Віктор Шовкун                                         | 240                | 10 000  | 9789661447041 |
| 2013 | Карін Слотер                    | Інстинкт убивці                                        | Fractured                                                | Олена Любенко                                         | 480                | 3 000   | 9789661451925 |
| 2013 | Стівен Кінг                     | Сяйво                                                  | The Shining                                              | Олександр Красюк                                      | 640                | 8 000   | 9789661462792 |
| 2013 | Стівен Кінг                     | Доктор Сон                                             | Doctor Sleep                                             | Олександр Красюк                                      | 640                | 10 000  | 9789661462808 |
| 2013 | Клайв Стейплз Льюїс             | Хроніки Нарнії. Морські пригоди «Зоряного мандрівника» | The Chronicles of Narnia: The Voyage of the Dawn Treader | Ігор Ільїн, Олександр Кальниченко, Катерина Воронкіна | 256                | 5 000   | 9789661457293 |
| 2013 | Ніколас Спаркс                  | Найкраще в мені                                        | The best of me                                           | Ольга Любарська                                       | 352                | 10 000  | 9789661452045 |
| 2013 | Клайв Стейплз Льюїс             | Хроніки Нарнії. Принц Каспіан                          | The Chronicles of Narnia: Prince Caspian                 | Ігор Ільїн, Олександр Кальниченко, Катерина Воронкіна | 256                | 10 000  | 9789661447294 |
| 2013 | Анна Гавальда                   | Я її кохав. Я його кохала. Ковток свободи              | Je l'aimais                                              | Ксенія Єрмолаєва                                      | 240                | 5 000   | 9789661456449 |
| 2013 | Ден Браун                       | Інферно                                                | Inferno                                                  | Володимир Горбатько                                   | 512                | 100 000 | 9789661456548 |
| 2013 | Вілбур Сміт                     | Сонячний Птах                                          | The Sunbird                                              | Віктор Шовкун                                         | 592                | 10 000  | 9789661452106 |
| 2013 | Дебора Гаркнесс                 | Сповідь відьом. Тінь ночі                              | A Discovery of Witches. Shadow of Night                  | Володимир Горбатько                                   | 720                | 10 000  | 9789661448055 |
| 2014 | Клайв Стейплз Льюїс             | Хроніки Нарнії. Срібний трон                           | The Chronicles of Narnia: The Silver Chair               | Ігор Ільїн, Олександр Кальниченко, Катерина Воронкіна | 256                | 5 000   | 9789661463515 |
| 2014 | Клайв Стейплз Льюїс             | Хроніки Нарнії. Остання битва                          | The Chronicles of Narnia: The Last Battle                | Ігор Ільїн, Олександр Кальниченко, Катерина Воронкіна | 256                | 5 000   | 9789661468305 |
| 2014 | Клайв Стейплз Льюїс             | Хроніки Нарнії. Кінь і його хлопчик                    | The Chronicles of Narnia: The Horse And His Boy          | Ігор Ільїн, Олександр Кальниченко, Катерина Воронкіна | 256                | 5 000   | 9789661463522 |